# L'Àlex i l'Emma
 L'Àlex i l'Emma  (original: Alex & Emma) és una pel·lícula estatunidenca de 2004, dirigida per Rob Reiner.
Protagonitzada per Sophie Marceau, Rob Reiner, Kate Hudson, Cloris Leachman, Luke Wilson i David Paymer. Ha estat doblada al català.

## Argument
Alex Sheldon (Luke Wilson) és un escriptor que no està passant pel seu millor moment. Està absolutament bloquejat en el seu procés de creació, encara que gran culpa d'això la tingui la seva infame situació econòmica: està arruïnat, i deu 100.000 dòlars a uns usurers cubans que li donen un ultimàtum: o paga en 30 dies tots els diners que deu, o és home mort. I l'única solució per a aquest gran problema és acabar la seva novel·la. O millor dit, començar-la, ja que no ha escrit ni una sola línia. Almenys té una idea per a la història: una comèdia que tracta sobre "la impotència d'estar enamorat, de com l'amor devora les tripes d'una persona com un virus mortal."
Així de clar, però el que succeeix és que no aconsegueix escriure-la. Potser per això decideix contractar els serveis d'una obstinada taquígrafa, Emma Dinsmore (Kate Hudson), simplement perquè l'ajudi a acabar la novel·la, i pugui rebre els diners de l'editor per pagar els seus deutes. Així que per fi sorgeix la novel·la. S'hi narra la història d'Adam Shipley (Luke Wilson), un escriptor que ha estat contractat per donar classes particulars als fills d'una atractiva dona francesa (Sophie Marceau) que està passant per un mal moment econòmic, i de la que Adam s'enamora malgrat els intents de les au pair que tenen cura dels nois. Però d'altra banda, Emma comença a qüestionar les idees d'Alex Sheldon, i així comença a influir en la seva vida i a la seva obra. I és que, com sempre sol passar, la vida imita a l'art, i l'art a la vida.

## Repartiment
- Kate Hudson: Emma Dinsmore/Ylva/Elsa/Eldora/Anna
- Luke Wilson: Alex Sheldon/Adam Shipley
- David Paymer: John Shaw
- Sophie Marceau: Polina Delacroix
- Cloris Leachman: Àvia
- Rob Reiner: Wirschafter
- Paul Willson: John Shaw

## Al voltant de la pel·lícula
- Alex & Emma està inspirada en la pel·lícula Paris, When It Sizzles, de Richard Quine, estrenada el 1964, amb Audrey Hepburn, que és també el remake de la pel·lícula francesa La fête a Henriette, dirigida per Julien Duvivier estrenada el 1952.